# 郭葦昀
郭葦昀（英語：Kuo Wei Yun，1981年10月2日—），台灣男歌手、演員、創作人和製作人，藝名Toro，舊名郭一雋，為男子團體Energy成員之一。曾經淡出演藝圈幕前，建立個人事業並出任亞洲網路媒體公司總裁顧問等職務，也是Energy發起人及創團成員。原為團體內人氣最高、粉絲最多和曝光度最高的成員，轉任幕後工作之後鮮少曝光和受訪。2024年，Toro以Energy團員身分再戰樂壇。

## 演藝生涯
Toro來自台南的紡織世家，他在17歲、高中時曾參加日本傑尼斯事務所舉辦的全球海選活動，獲得「近畿小子」團員堂本光一評選為第一名，原先預計加入「小傑尼斯」到日本發展，最後因語言隔閡等因素放棄簽約。之後，Toro認識Energy成團時的經紀人，成為團體的首位團員；而Energy的另一團員坤達和他是新店高中的同校好友，透過他引薦加入團體。2002年7月，他以創團人身份成立Energy後正式出道，擔任團內詞曲創作，Energy創下出道剛發行首張專輯便完成舉辦萬人演唱會的紀錄。亞洲演唱巡迴期間，2003年7月因經紀人和其他團員糾紛而離開團體、加入喬傑立娛樂，隨即在三立電視台偶像劇擔任《雪天使》男主角，也是台灣第一位包辦片頭曲和片尾曲詞曲創作並演唱的男主角。之後，Toro以半自傳方式出版個人圖文集《打開鮪魚罐頭》，於金石堂、博客來的排行榜蟬連兩週全國冠軍。
2004年，他出演新加坡電視劇《任我遨遊》同樣擔任男主角、片頭和片尾曲創作及演唱，該劇成為新加坡同時段收視紀錄第一的作品，同年主持台視節目《嘻哈披頭四》，與出任MTV音樂台日韓節目的VJ。同年創下新加坡、馬來西亞簽名會人潮紀錄，並於年底成立視覺系舞蹈團體台風，團體於2006年正式解散後，赴美國紐約攻讀舞台表演。
2008年成立「Toro production」及發佈搖滾樂團Overdose，擔任其經紀人與製作人，並啟發香港Bro5組合和培訓OMG舞蹈團體。2009年加入日本吉本興業，期間演出日本電影《友友友友友》及三立《我們發財了》電視劇。2012年擔任香港林建岳公司「寰亞電影集團」台灣區總監，同時在時尚雜誌Men's Uno擔任專欄作者。2016年創立電影公司，並出任網路媒體平台總裁。在此期間，Toro擔任亞洲網路媒體公司的總裁顧問，為嘻哈唱片公司「Def Jam」提供服務。2020年以製作人身份整合溫昇豪、是元介、紀言愷、藍鈞天成立「男人KTV」組合，於台北舉辦演唱會。2021年創作《火神的眼淚》影集片尾曲《繞》，該曲成為當季音樂點擊冠軍。2023年，Toro參演戲劇《百味小廚神 中元大餐》，他扮演引導主角與親人見面的「土地公」，並擔任戲劇原聲帶音樂統籌。
直到2024年，Toro以Energy團員身分加入相信音樂、再戰樂壇。
2025年，以〈星期五晚上〉獲得第36屆金曲獎年度歌曲獎。

## 演出作品

### 電視劇
- 2004年 三立電視台《雪天使》（飾 紀騰）
- 2004年 新傳媒電視《任我遨遊》（飾 謝家俊）
- 2012年 三立電視台《我們發財了》（飾 李立傑）
- 2023年 MyVideo《百味小廚神－中元大餐》（飾 土地公）
- 2023年 MyVideo《百味小廚神－午餐爭霸戰》（飾 土地公）

### 電影
- 2016年 《他媽²的藏寶圖》 飾演 張永昌

### 微電影
- 2012年 《夢想是件很麻煩的事》[10]

## 音樂作品

### 專輯
| 年份 | 專輯                         |
| ---- | ---------------------------- |
| 2002 | Energy 《Come on》           |
| 2003 | Energy 《無懈可擊》          |
| 2003 | Energy 《E3》                |
| 2004 | 《雪天使》電視原聲帶         |
| 2004 | 《紫禁之巔》電視原聲帶       |
| 2005 | 《愛的奇蹟》                 |
| 2005 | 台風 《天大地大》            |
| 2006 | 《愛的奇蹟2 - 跳舞吧J-star》 |
| 2024 | Energy 《HERE I AM》         |

### 創作作品
| 演唱人                       | 作品類型 | 歌名                    |
| ---------------------------- | -------- | ----------------------- |
| 黃曉明                       | 作詞     | 你說的對                |
| 台風                         | 詞曲     | 破浪號                  |
| 台風                         | 詞曲     | 狂愛戰隊                |
| 台風                         | 詞曲     | 西風的話                |
| 台風                         | 詞曲     | 吸血鬼                  |
| 台風                         | 作詞     | 傷心的石頭              |
| 台風、顏行書                 | 作詞     | 任我遨遊                |
| 台風、許孟哲 、祝鏘博        | 作詞     | 神槍手 Sniper           |
| 顏行書、郭葦昀               | 作詞     | 對手                    |
| 張智成、郭葦昀               | 詞曲     | 謝謝                    |
| 郭葦昀                       | 詞曲     | 暴風雨                  |
| 郭葦昀                       | 作詞     | 你應該知道              |
| 郭葦昀                       | 作詞     | Give It Up              |
| 郭葦昀                       | 作詞     | 忘了愛                  |
| BRO5、郭葦昀                 | 作詞     | 愛鬥idol                |
| BRO5                         | 作詞     | Kiss Enough             |
| BRO5                         | 作詞     | Vinaka!斐濟大作戰       |
| BRO5                         | 作詞     | 瘋悲催                  |
| BRO5、Octobeez               | 作詞     | 暴走NaNa                |
| 許孟哲                       | 作詞     | 沒有不可能              |
| Energy                       | 作詞     | 7Days                   |
| Energy                       | 作詞     | 末日秀                  |
| Energy                       | 作詞     | 金銀島                  |
| Energy                       | 作詞     | Get Away                |
| Energy                       | 作詞     | 極度危險                |
| Energy                       | 作詞     | 只有我                  |
| Energy                       | 作詞     | One Last Chance         |
| Energy                       | 作詞     | Oh！Yes                 |
| Energy                       | 詞曲     | 二次西遊                |
| Energy (Ft. T-rush)          | 作詞     | Live It Up              |
| 5566                         | 作詞     | 不辣不辣                |
| 5566                         | 作詞     | Easy Come Easy Go       |
| 5566                         | 作詞     | One More Try            |
| 5566                         | 作詞     | For You                 |
| 5566                         | 作詞     | 最後一秒                |
| 5566                         | 作詞     | Bounce                  |
| 5566                         | 作詞     | It's Our Party Time     |
| 5566、K One                  | 作詞     | 風雲變色                |
| 王少偉、許孟哲               | 作詞     | 誤會大啦                |
| 明道、祝釩剛                 | 作詞     | 不後悔的決定            |
| 183club                      | 作詞     | 感情線                  |
| 劉偉德                       | 作詞     | 不夠勇敢                |
| 劉偉德、祝鏘博               | 作詞     | 怎麼了 What's Wrong     |
| 台風、183club、 LaLa、七朵花 | 作詞     | 愛的奇蹟（樂園Paradise) |
| K One                        | 作詞     | Look Into My Eyes       |
| K One                        | 作詞     | 浪漫舞會                |
| K One                        | 作詞     | Gossip                  |
| K One                        | 作詞     | 討好                    |
| R&B                          | 作詞     | 1000個你                |
| R&B                          | 作詞     | 我的花木蘭              |
| R&B                          | 作詞     | 接力賽                  |
| R&B                          | 作詞     | Tell Me Why             |
| R&B                          | 作詞     | 愛的Bubble              |
| T-rush                       | 作詞     | 新生活運動              |
| 陳冠希                       | 作詞     | Angel                   |
| 陳冠希                       | 作詞     | 夏夜神話                |
| 陳冠希                       | 作詞     | 就是要                  |
| 何嘉莉                       | 作詞     | 未來                    |
| JPM                          | 作詞     | 笑自己                  |
| 黃齡                         | 作詞     | 原諒                    |
| 江美琪                       | 作詞     | 繞                      |
| 七朵花                       | 作詞     | Say You Love Me         |
| 周籽言                       | 作詞     | 百味                    |
| 周籽言                       | 作詞     | 迷路三煩市              |
| 翁航融                       | 作詞     | 航融                    |
| Sam Lin                      | 作詞     | 終遇見                  |
| 韓庚                         | 作詞     | 還跟在你身邊            |
| 梁永泰                       | 作詞     | 女孩                    |
| 莫凡新                       | 作詞     | 工具人                  |

## 獎項紀錄

### 金曲獎
| 年份   | 頒獎典禮     | 獎項           | 作品           | 結果 |
| ------ | ------------ | -------------- | -------------- | ---- |
| 2004年 | 第15屆金曲獎 | 最佳重唱組合獎 | 《E3》         | 提名 |
| 2025年 | 第36屆金曲獎 | 最佳演唱組合獎 | 《Here I Am》  | 提名 |
| 2025年 | 第36屆金曲獎 | 年度歌曲獎     | 〈星期五晚上〉 | 獲獎 |

## 外部連結
- 郭葦昀的Instagram帳戶
- 郭葦昀的Threads